# Avancée maxillomandibulaire

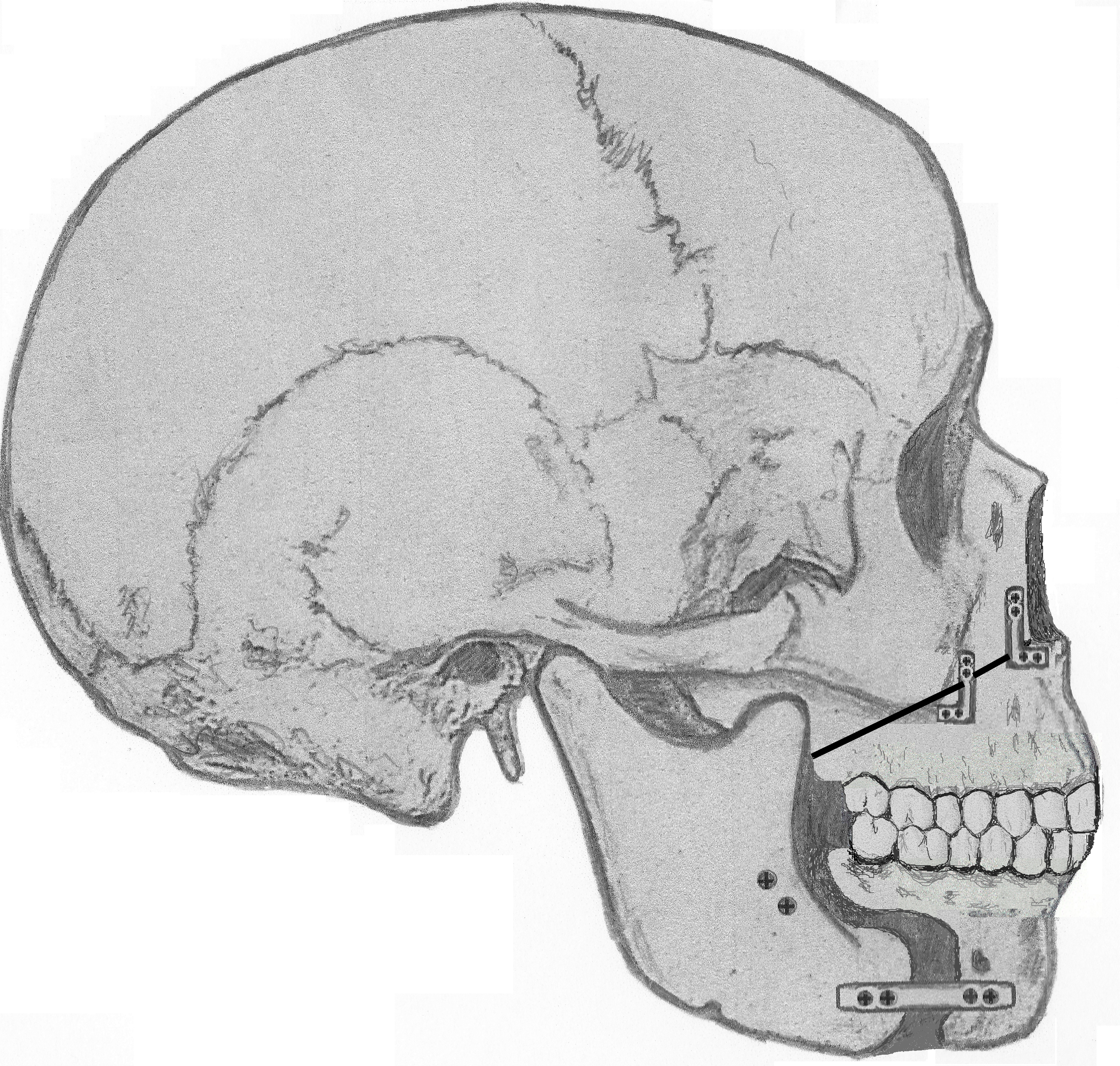
Schéma d'une avancée maxillomandibulaire

L'avancée maxillomandibulaire est une forme particulière de chirurgie orthognathique qui est notamment utilisée pour traiter l'apnée du sommeil. Elle implique l'avancement de la mâchoire supérieure (maxillaire) et de la mâchoire inférieure (mandibule). Puisque les deux mâchoires sont avancées, cette procédure chirurgicale est parfois surnommée bi-avancée ou bi-max.
À part l'apnée du sommeil, cette chirurgie peut également être utilisée pour traiter des malocclusions dentaires de classe II, c'est-à-dire les rétrognathismes.